# Snövit fingersvamp
Snövit fingersvamp (Ramariopsis kunzei) är en svampart som först beskrevs av Elias Fries, och fick sitt nu gällande namn av E.J.H. Corner 1950. Enligt Catalogue of Life ingår Snövit fingersvamp i släktet Ramariopsis,  och familjen fingersvampar, men enligt Dyntaxa är tillhörigheten istället släktet Ramariopsis,  och familjen Gomphaceae. Arten är reproducerande i Sverige. Inga underarter finns listade.

## Källor

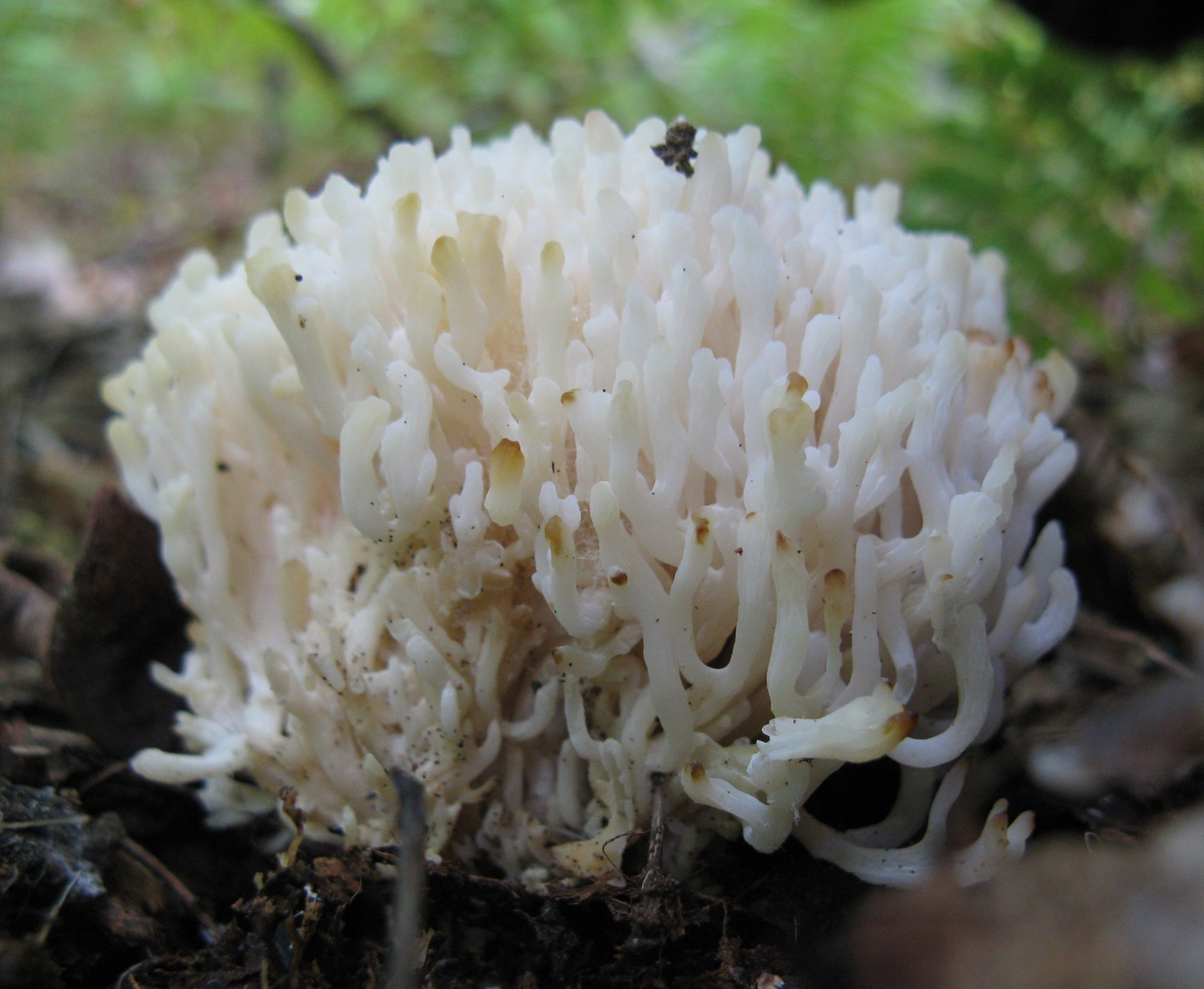